# Assedio del Monte Hiei
L'assedio del monte Hiei (比叡山の戦い?, Hiei-zan no Tatakai) fu, secondo molti storici, un attacco unilaterale mediante il quale Oda Nobunaga guidò circa 30 000 uomini nella distruzione di villaggi e templi sulla montagna. Circa 300 strutture furono date alle fiamme. Questi eventi portarono alla fine del potere dei monaci guerrieri del monte Hiei.
I monaci Tendai del monte Hiei erano grandi nemici di Oda Nobunaga, sia per il loro potere indipendente dal clan Oda, sia per la loro alleanza con i clan Azai e Asakura i quali erano stati precedentemente sconfitti nella battaglia di Anegawa.
Il 29 settembre 1571 gli uomini di Nobunaga attaccarono il villaggio di Sakamoto, il quale era situato ai piedi della montagna, prima di muoversi verso i templi Tendai. Distrussero successivamente il santuario Hiyoshi dedicato al kami della montagna, Sannō. Le numerose forze di Nobunaga circondarono la montagna e gradatamente si mossero verso l'alto uccidendo e distruggendo tutto quello che incontravano. Infine raggiunsero il potente e famoso tempio sulla sommità della montagna, l'Enryaku-ji, e lo rasero al suolo. Alla fine gli uomini di Nobunaga cercarono tutti i sopravvissuti e li uccisero.
George Sansom scrisse: "Tutta la montagna era un grande mattatoio, e la vista era di un orrore insopportabile".